# 3691 Bede
3691 Bede је Амор астероид са средњом удаљеношћу од Сунца која износи 1,774 астрономских јединица (АЈ).
Апсолутна магнитуда астероида је 14,9.